# Onthophagus declivis
Onthophagus declivis là một loài bọ cánh cứng trong họ Bọ hung (Scarabaeidae).